# Operation Board Games

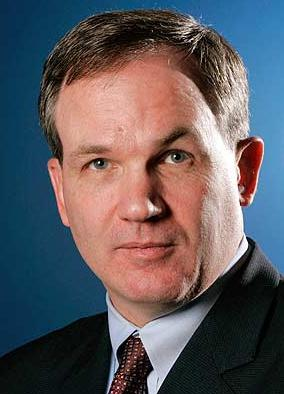
US-Bundesanwalt Patrick Fitzgerald

Operation Board Games ist der Deckname eines FBI-Ermittlungsverfahrens wegen Betrug und Erpressung gegen den amtierenden Gouverneur von Illinois, Rod Blagojevich, das vom US-Bundesanwalt Patrick Fitzgerald 2003 eingeleitet wurde.
Der Name der Operation bezieht sich auf die Vorstände des Gouverneursverwaltungsapparats für Teacher's Pension System (dt. „Lehrerpensionssystem“) und Health Facilities Planning Board (dt. „Planungsvorstand für Einrichtungen des öffentlichen Gesundheitssystems“).

## Geschichte

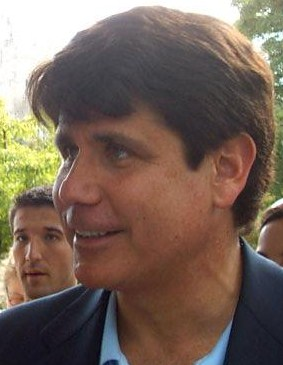
Gouverneur von Illinois, Rod Blagojevich

Im Sommer 2006 machte Fitzgerald erstmals öffentlich, dass das FBI einen örtlich begrenzten Ämtervergabebetrug („endemic hiring fraud“) innerhalb bundesstaatlicher Behörden in Illinois untersuche (Operation Board Games), für die der Gouverneur Blagojevich verantwortlich sei. Trotz der Untersuchung und dem Hinweis auf etliche Augenzeugen, wurde dennoch zunächst keine Anklage gegen den Gouverneur erhoben. Die dann im Mai 2007 vom Chicagoer Bundesanwalt Edward Vrdolyak erhobene Anklage gegen Blagojevich legte seine Beteiligung an illegaler Immobilienspekulation (Verkauf) diverser Objekte der Chicago Gold Coast neighborhood offen. Neben dem Gouverneur konnte aufgrund der Ermittlungsergebnisse der Operation Board Games weitere 14 Personen angeklagt werden. Der 13. Angeklagte, William F. Cellini, Sr., war der letzte vor der Hauptanklage gegen Blagojevich und Harris im Oktober 2008.
Im Fokus dieser Prozesse stand Gouverneur Blagojevich, dessen offengelegten kriminellen Handlungen zum Rod-Blagojevich-Korruptionsskandal führten.

„A longtime political insider in Springfield was indicted today on federal corruption charges for allegedly conspiring with two Chicago businessmen and others to obtain political contributions for a certain public official by shaking down an investment firm that was seeking a $220 million allocation from the state Teachers Retirement System (TRS).“

Der ehemalige Senator und designierte Präsident der Vereinigten Staaten Barack Obama war weder Zielperson der Ermittlungen noch konnte ihm irgendein Fehlverhalten nachgewiesen werden, wie Fitzgerald ausdrücklich gegenüber den Medien betonte. Auch wurde die Präsidentschaftswahl im Jahr 2008 mit keinem Wort in der Anklageschrift erwähnt, anders als Veröffentlichungen der Medien glauben machen wollten, als sie auf den durch die Wahl erst vakant gewordenen Senatsposten hinwiesen, und über dessen Neuvergabe spekulierten.
Die Verbindungen Obamas zu einer der Zielpersonen des Ermittlungsverfahrens Tony Rezko, der bereits 2006 angeklagt und 2008 in Haft kam, wurde in den Medien immer wieder thematisiert. So hätte die Familie Obamas ein Grundstück von der Ehefrau Rezko erworben.
Zwar war die Transaktion legal und erfolgte zu üblichen Marktpreisen, wurde aber erst nach der Anklage gegen Rizko durchgeführt.